# Fecha FIFA
Las fechas FIFA son fechas acordadas por la UEFA y la FIFA y avaladas por el resto de las confederaciones de fútbol para la disputa de partidos amistosos y oficiales de selecciones. Fueron acordadas por la FIFA y la UEFA porque están establecidas acorde al calendario de las copas europeas. Comienzan un lunes y termina el martes de la siguiente semana, comenzando a jugarse los partidos oficiales el día jueves (el cuarto día). Estas fechas (para partidos oficiales) son las siguientes:
- Fecha FIFA de marzo: durante 6 días, desde el día jueves hasta el último martes de marzo. Este es el intervalo de 2 semanas entre la finalización de los octavos de final y el comienzo de los cuartos de final de las copas europeas.

- Fecha FIFA de junio: durante 6 días, desde el primer o segundo jueves de junio hasta el martes siguiente. Su fecha de inicio está sujeto a la fecha de la final de la Liga de Campeones de Europa, que puede ser el último sábado de mayo o el primer sábado de junio, y si esto último ocurre, la fecha FIFA comienza el segundo jueves de junio.

- Fecha FIFA de septiembre: durante 6 días, desde el primer jueves de septiembre hasta el martes siguiente. Este es el intervalo de 2 semanas entre la finalización de la última ronda clasificatoria a las copas europeas y la primera fecha de la fase de grupos de estas competencias.

- Fecha FIFA de octubre: 30 días después de la finalización de la fecha FIFA de septiembre y durante 6 días (jueves a martes). Este es el intervalo de 2 semanas entre la segunda y la tercera fecha de la fase de grupos de las copas europeas.

- Fecha FIFA de noviembre: 30 días después de la finalización de la fecha FIFA de octubre y durante 6 días (jueves a martes). Este es el intervalo de 2 semanas entre la cuarta y la quinta fecha de la fase de grupos de las copas europeas.

Anteriormente se jugaba también de manera oficial la fecha FIFA de febrero (el miércoles de la semana previa al comienzo de los octavos de final de la Liga de Campeones de Europa) y la Fecha FIFA de agosto (tres semanas antes del comienzo de la Fecha FIFA de septiembre, un día miércoles). La última vez que se disputaron estas fechas FIFA de manera oficial fue en 2013.

## Próximas ventanas de partidos

### Calendario de partidos internacionales masculinos
| Fechas                                        | Partidos o torneos             |
| --------------------------------------------- | ------------------------------ |
| 1 – 9 de septiembre de 2025                   | 2                              |
| 6 – 14 de octubre de 2025                     | 2                              |
| 10 – 18 de noviembre de 2025                  | 2                              |
| 21 de diciembre de 2025 – 18 de enero de 2026 | Copa Africana de Naciones 2025 |
| 23 – 31 de marzo de 2026                      | 2                              |
| 1 – 9 de junio de 2026                        | 2                              |
| 11 junio – 19 de julio de 2026                | Copa Mundial de Fútbol de 2026 |
| 21 de septiembre – 6 de octubre de 2026       | 4                              |

### Calendario de partidos internacionales femeninos
El calendario de partidos internacionales femeninos establece qué fechas se pueden utilizar para partidos internacionales femeninos "oficiales" y " amistosos ".
Las fechas actuales están comprendidas en seis ventanas: febrero o marzo, abril, junio o julio, septiembre, octubre y noviembre.